# Топка (Иркутская область)
Топка — деревня в Черемховском районе Иркутской области России. Входит в состав Парфёновского муниципального образования. Находится примерно в 28 км к юго-западу от районного центра Черемхово.

## Население
| 2002 | 2010 | 2011 | 2012 |
| ---- | ---- | ---- | ---- |
| 135  | ↘114 | →114 | ↘108 |